# کنفدراسیون گایا
کنفدراسیون گایا همسایه شیلا و بکجه بود که در سال ۴۲ بعد از میلاد به وسیله فردی بنام کیم سورو با اتحاد قبایل اطرافش تأسیس شد و تا سال ۵۶۲ میلادی به حیات خود ادامه داد. گایا در سال ۵۶۲ میلادی با لشکر کشی پادشاه جینهونگ فتح و نابود شد. گایا در طول دروان حیات خود به یکی از بزرگترین و باشکوه‌ترین تجارت خانه‌های شرق تبدیل شده بود. کالای اصلی تولیدی مردم گایا آهن بوده‌ است.

## روابط با ژاپن و چین
روابط گایا و ژاپن عموما نزدیک بود و محققین به بحث‌‌های خود در باب اینکه کدام فرهنگ بیشتر بر دیگری تاثیر داشته‌است ادامه می‌دهند. موضوع رنگ و بوی تعصبات ملی گرایانه به خود گرفته‌است به این صورت که برخی از تاریخ دانان بر این باورند که گایا مستعمره ژاپن بود و برخی دیگر این فرضیه را مطرح می‌کنند که اسب سوارانی از استپ‌های اوراسیا از طریق گایا به ژاپن آمده و تپه‌های خاکسپاری را به آن فرهنگ معرفی نمودند. مدارک برای اثبات هر یک از این دو فرضیه ناکافی می‌باشد ولی بیشتر محققین بر این موضوع اتفاق نظر دارند که گایا فرهنگ پیشرفته‌تری داشته و یافته‌های اخیر از جوشن‌های آهنی اسب‌ها که به ویژه از مقبره قرن پنجمی پوکچون دونگ به دست آمده‌است، بر این مطلب صحه می‌گذراد که گایا در استفاده از این حیوان مهارت داشت. قطعی‌ترین مسئله این است که آهن مهم‌ترین صادرات گایا به ژاپن بود. مدرک روابط اولیه با امپراطوری چینی هان در سکه‌های چینی قرن اولی یافت شده در گومگوان گایا و حضور کوره‌های شیب دار مورد استفاده توسط سفالگران گایا قابل مشاهده‌است.

## هنر و معماری
هنرمندان گایا کوزه گری ظروف سفالین رسی خاکستری را در شکل فنجان های گردنه دار، فنجان های شاخ مانند، بستوهای بلند با بدنه های سوراخ دار، و ظروف فواره ای در گونه های اردک، کفش، قایق و حتی خانه تولید می کردند. ظروف سفالین به یک دمای بالای پخت نیاز داشت و بدون شک این تکنولوژی به کوره های مورد نیاز برای تولید آهن مرتبط بود. احتمالا سفالگران گایا این نوآوری را به ژاپن منتقل کردند که در نتیجه آن ظروف سفالین مشهور سوئکی (یا سوئه) تولید شده است.اشیایی مثل تاج های پیچیده و عالی از جنس طلا و نقره نیز توسط صنعتگران گایا ساخته می شدند.

## نگارخانه

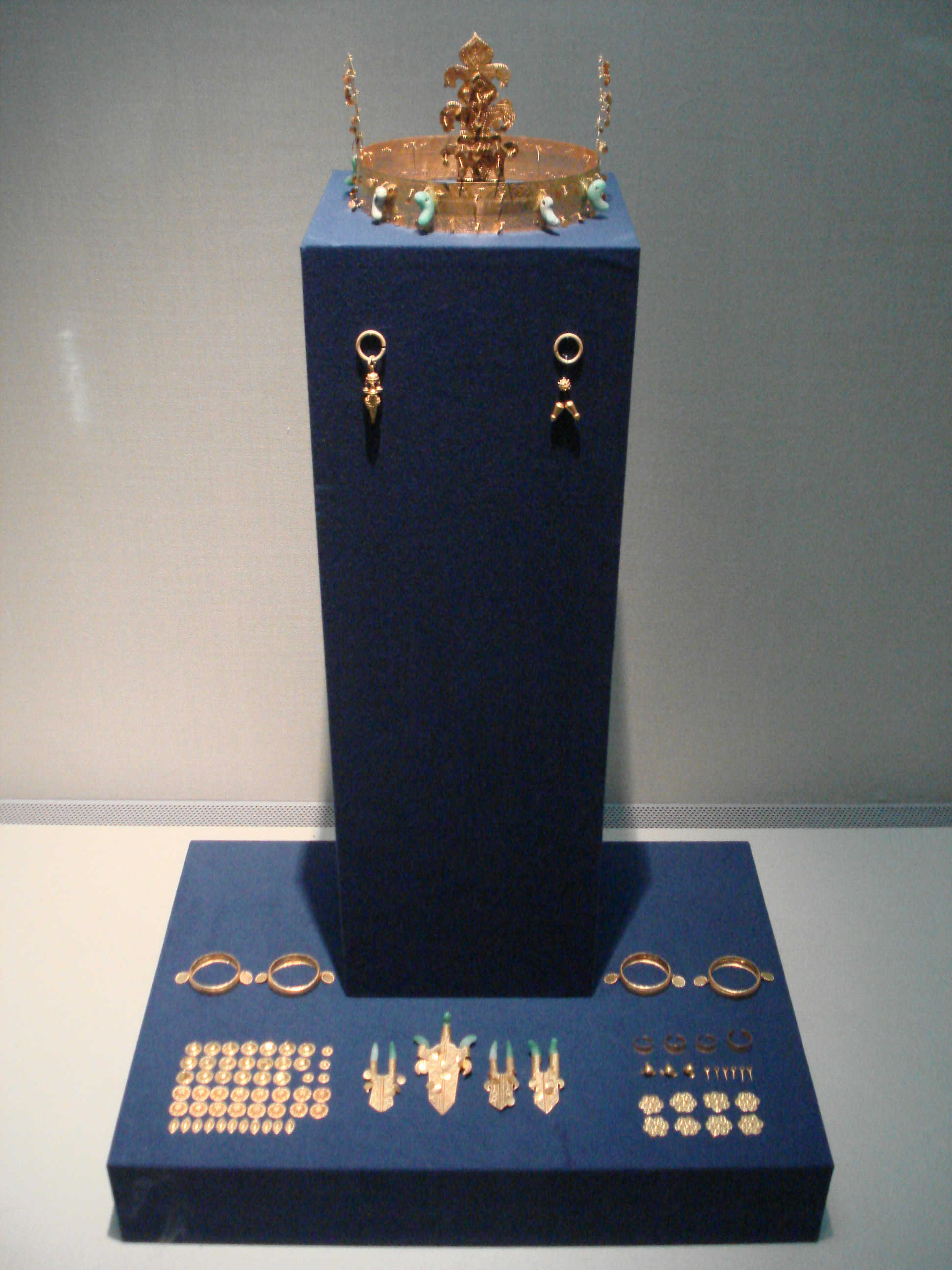
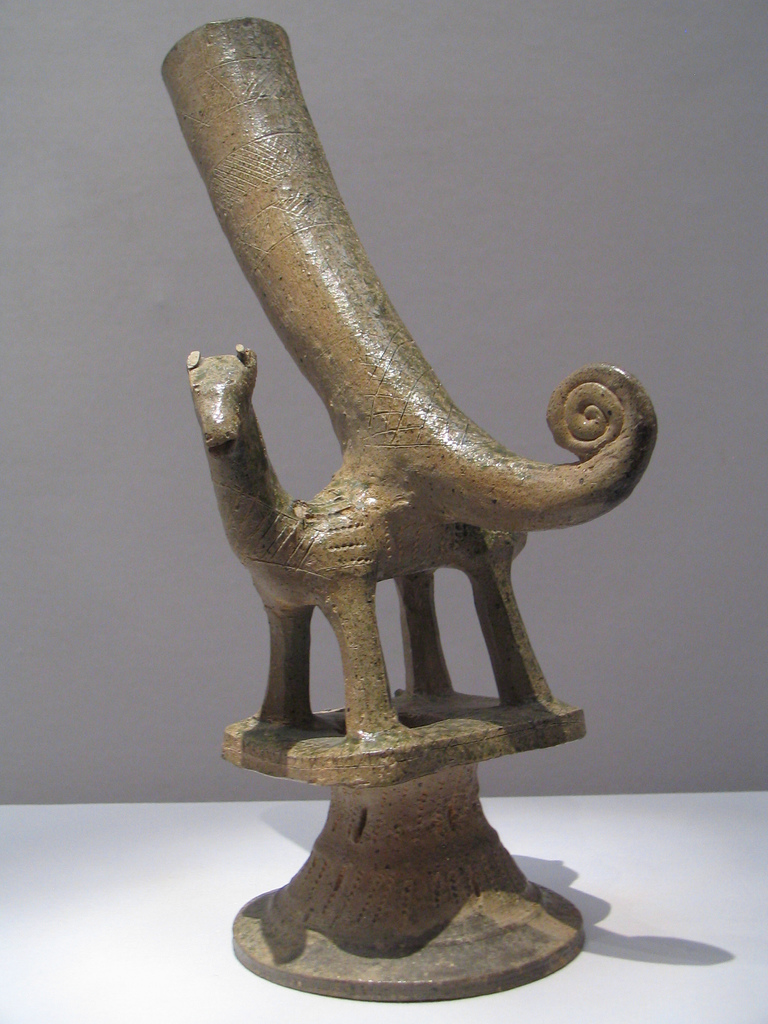
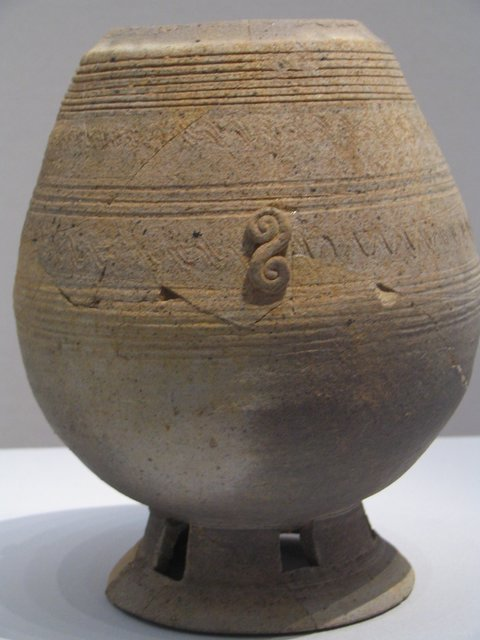
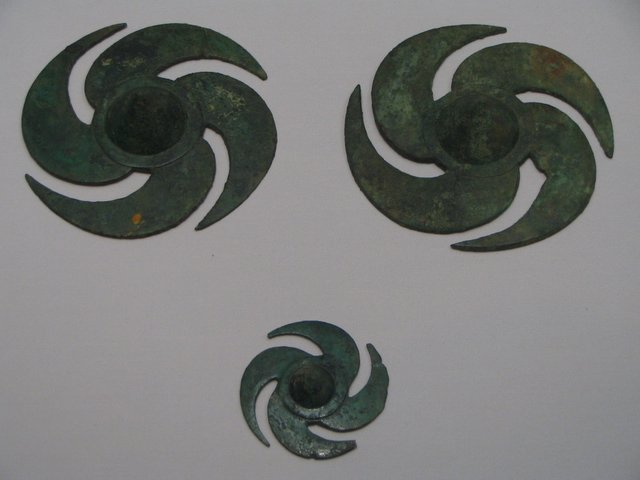
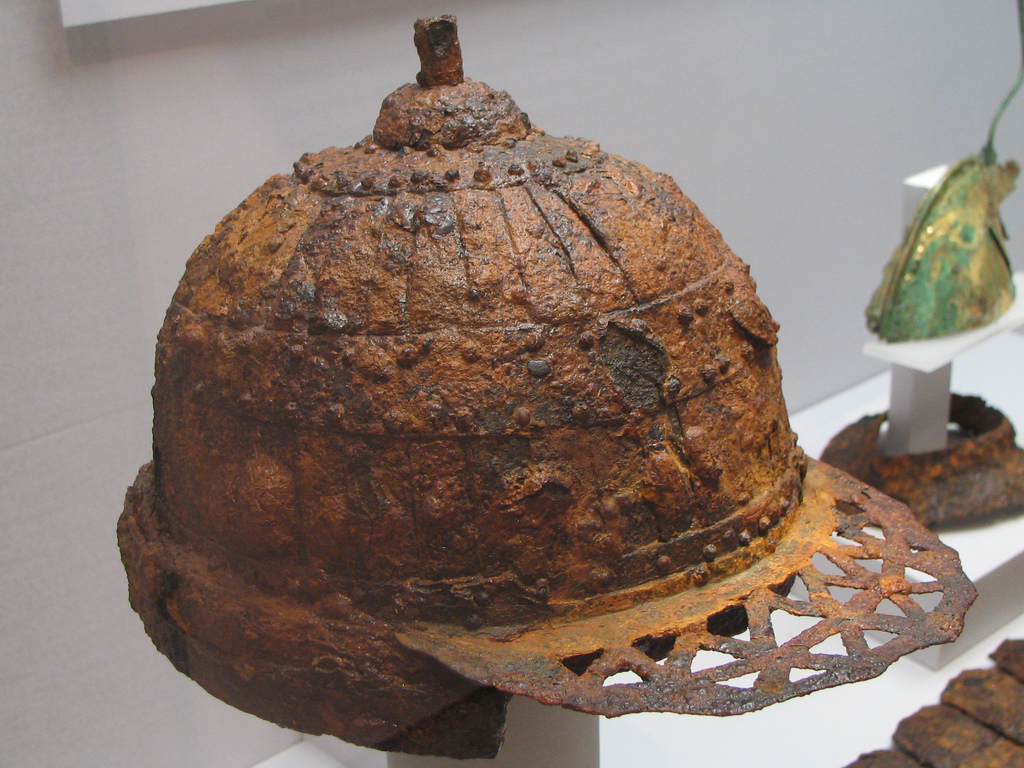
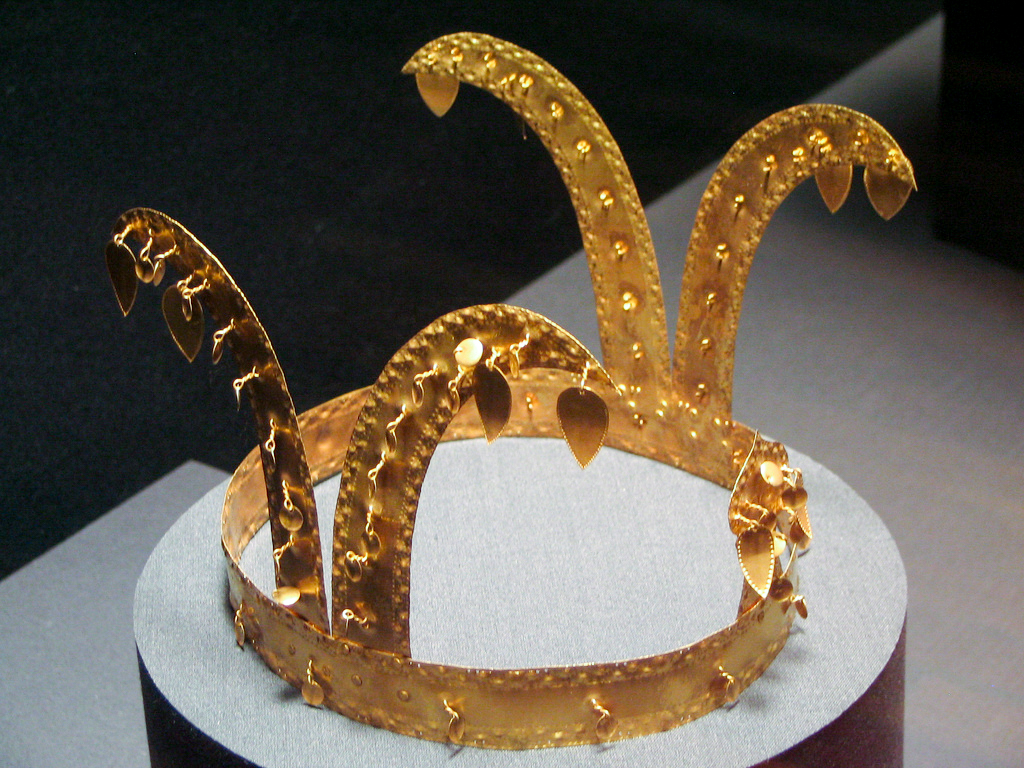
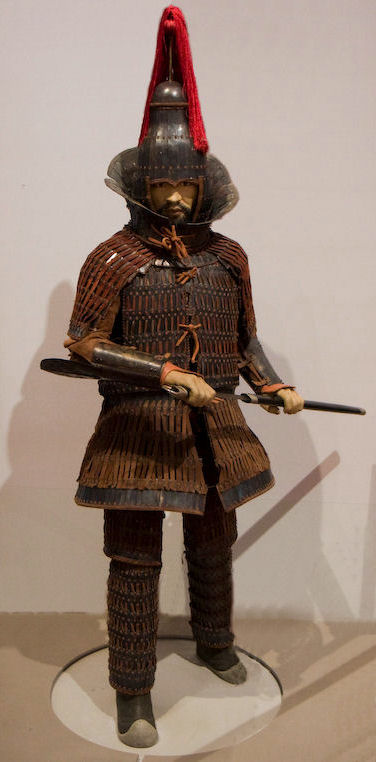

## فهرست پادشاهان گایا

### پادشاهانگئومگوان گایا

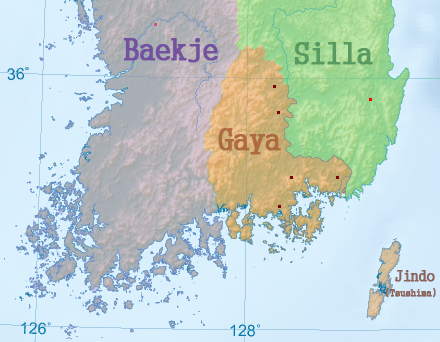
نقشهٔ کنفدراسیون گایا،نارنجی

| شماره | نام امپراتور | دوره زندگانی (میلادی) | نسبت با امپراتورهای قبلی | دوره حکومت (میلادی) |
| ----- | ------------ | --------------------- | ------------------------ | ------------------- |
| ۱     | سورو         | ؟ - ۱۹۹               | مؤسس سلسله گایا          | ۴۲–۱۹۹              |
| ۲     | گودونگ       | ؟ - ۲۵۹               | پسر سورو                 | ۱۹۹–۲۵۹             |
| ۳     | ماپوم        | ؟ - ۲۹۱               | پسر گودونگ               | ۲۵۹–۲۹۱             |
| ۴     | گوجیلمی      | ؟ - ۳۴۶               | پسر ماپوم                | ۲۹۱–۳۴۶             |
| ۵     | ایسیپوم      | ؟ - ۴۰۷               | پسر گوجیلمی              | ۳۴۶–۴۰۷             |
| ۶     | جواجی        | ؟ - ۴۲۱               | پسر ایسیپوم              | ۴۰۷–۴۲۱             |
| ۷     | چویهوی       | ؟ - ۴۵۱               | پسر جواجی                | ۴۲۱–۴۵۱             |
| ۸     | جیلجی        | ؟ - ۴۹۲               | پسر چویهوی               | ۴۵۱–۴۹۲             |
| ۹     | گیومجی       | ؟ - ۵۲۱               | پسر جیلجی                | ۴۹۲–۵۲۱             |
| ۱۰    | گوهیونگ      | ؟ - ؟                 | پسر گیومجی               | ۵۲۱–۵۳۲             |